# Desmognathus orestes
Desmognathus orestes är en groddjursart som beskrevs av Stephen G. Tilley och Daniel P. Mahoney 1996. Desmognathus orestes ingår i släktet Desmognathus och familjen lunglösa salamandrar. IUCN kategoriserar arten globalt som livskraftig. Inga underarter finns listade i Catalogue of Life.